# Salvia glutinosa
La salvia vischiosa (nome scientifico Salvia glutinosa L., 1753) è una pianta perenne erbacea aromatica dai fiori labiati appartenente alla famiglia delle Lamiaceae.

## Etimologia
Il nome generico (Salvia) deriva dal latino "salvus" ( = salvare, sicuro, bene, sano) un nome antico per questo gruppo di piante dalle presunte proprietà medicinali. L'epiteto specifico (glutinosa) ossia appiccicosa o viscosa si riferisce alle foglie con questa caratteristica.
Il nome scientifico della specie è stato definito da Linneo (1707 – 1778), conosciuto anche come Carl von Linné, biologo e scrittore svedese considerato il padre della moderna classificazione scientifica degli organismi viventi, nella pubblicazione "Species Plantarum - 1: 26. 1753" del 1753.

## Descrizione

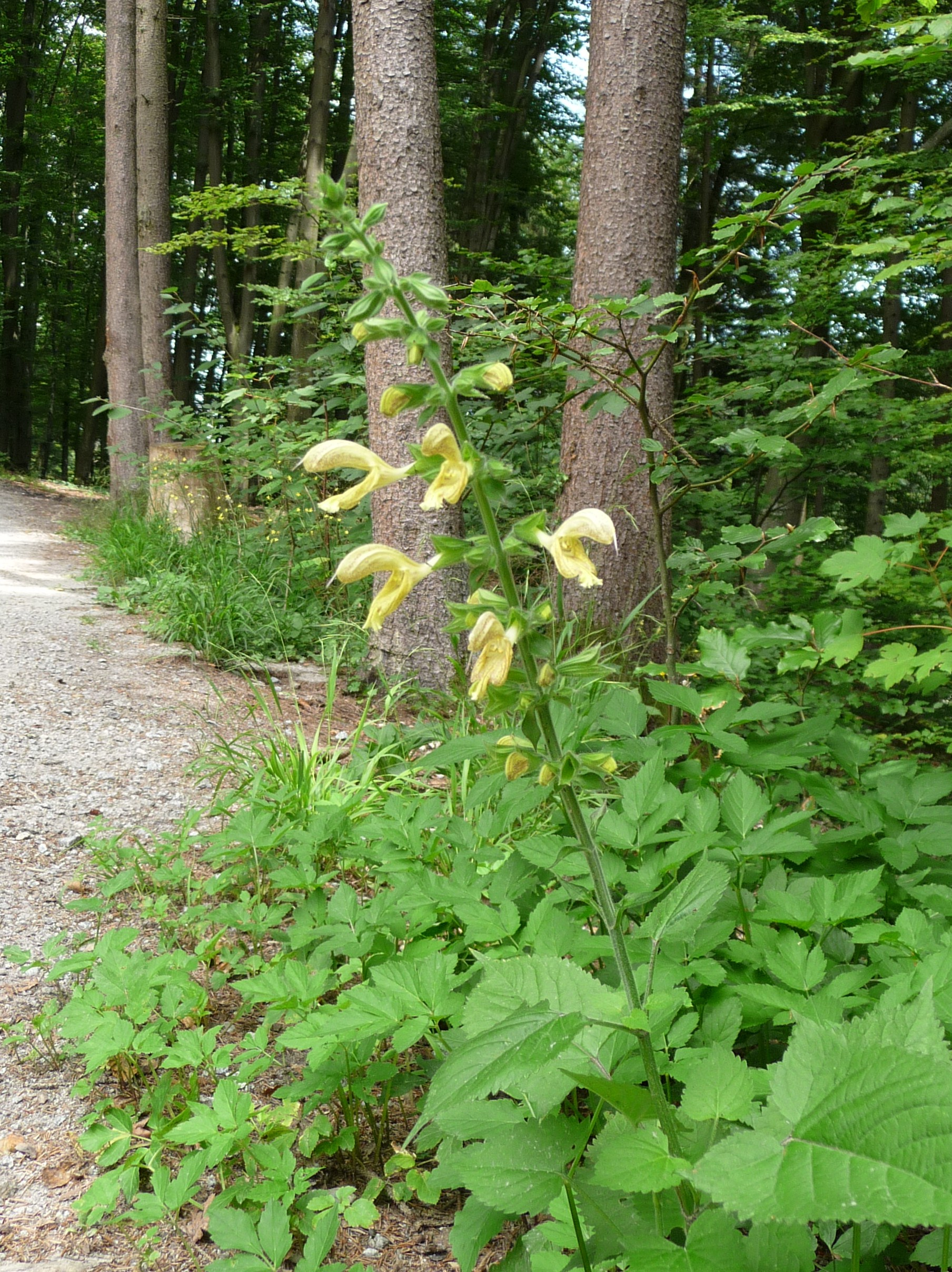
Il portamento

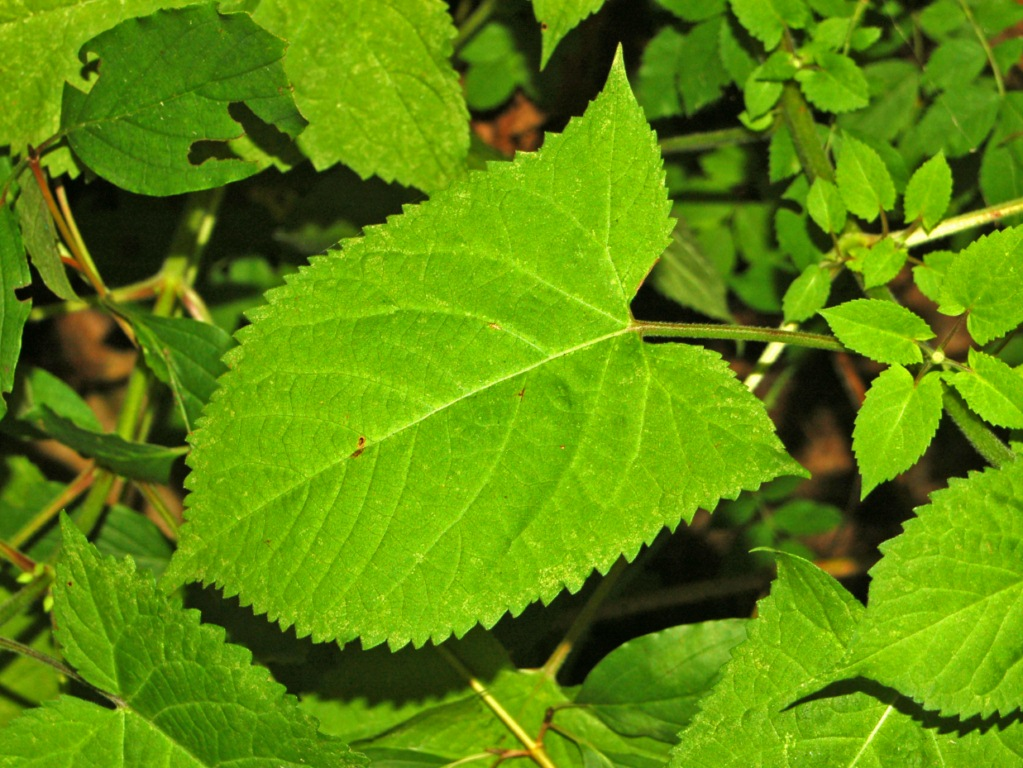
Le foglie

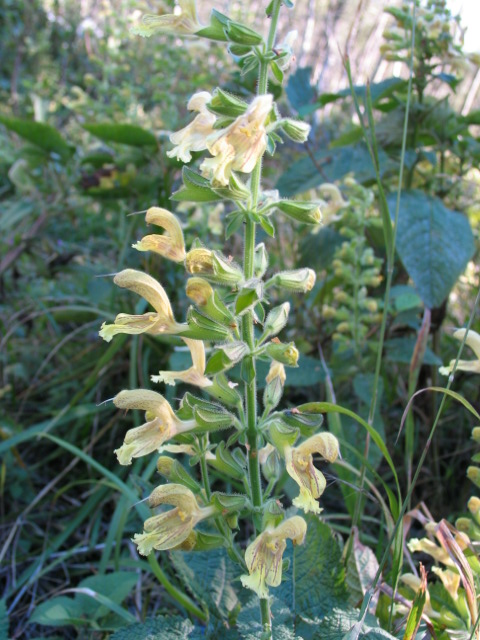
Infiorescenza

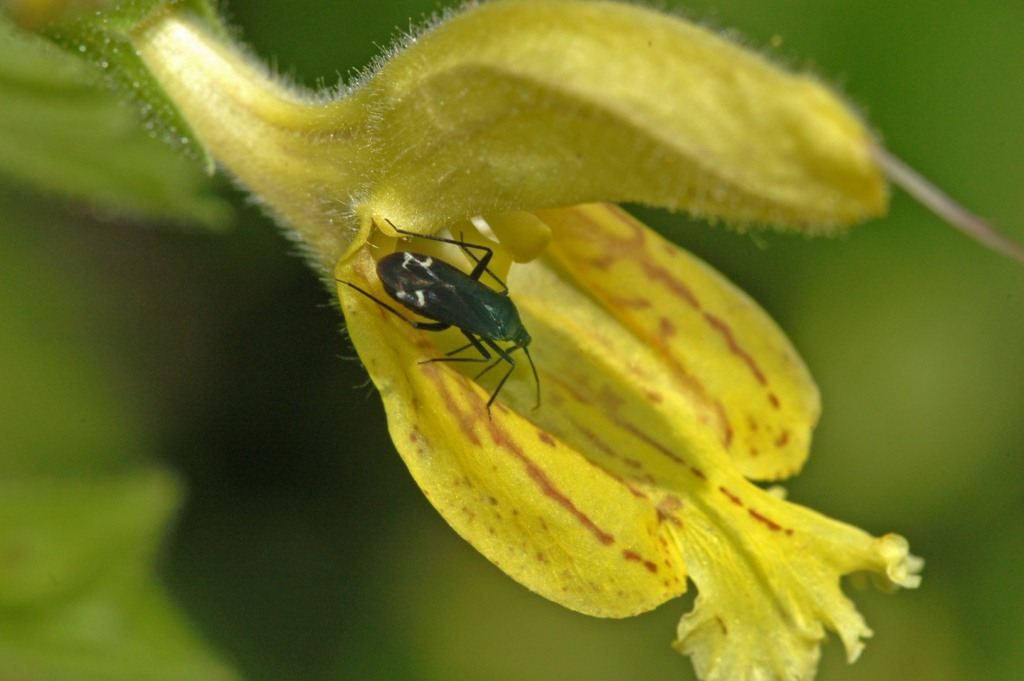
I fiori

L'altezza di queste piante varia da 4 a 6 dm (massimo 100 cm). La forma biologica è emicriptofita scaposa (H scap), ossia in generale sono piante erbacee, a ciclo biologico perenne, con gemme svernanti al livello del suolo e protette dalla lettiera o dalla neve e sono dotate di un asse fiorale eretto e spesso privo di foglie. Tutta la pianta si presenta vischiosa e odora di aroma nell'infiorescenza.

### Radici
Le radici sono secondarie da rizoma. Il rizoma è legnoso e di colore bruno.

### Fusto
La parte aerea del fusto è eretta, senza molte ramificazioni e ricoperta da peli patenti.

### Foglie
Le foglie sono cauline con disposizione opposta. Quelle inferiori, le più grandi, hanno un picciolo scanalato nella parte superiore di 6 – 8 cm, e lamina intera di tipo astato sparsamente pubescente con bordi dentati (i denti sono ottusi). La base è sagittata. Dimensione della lamina delle foglie: larghezza 6 – 8 cm; lunghezza 10 – 13 cm.

### Infiorescenza
Le infiorescenze sono formate da verticillastri sovrapposti di 2 - 6 fiori.

### Fiore
I fiori sono ermafroditi, zigomorfi, tetraciclici (con i quattro verticilli fondamentali delle Angiosperme: calice– corolla – androceo – gineceo) e pentameri (ogni verticillo ha 5 elementi). Lunghezza dei fiori: 30 – 40 mm.
- Formula fiorale. Per la famiglia di queste piante viene indicata la seguente formula fiorale:

X, K (5), [C (2+3), A 2+2] G (2), supero, 4 nucule
- Calice: il calice è un tubo lanoso (gamosepalo - i sepali sono 5 e sono concresciuti) e zigomorfo (le fauci terminano in modo bilabiato con dei denti acuti erbacei: tre nella parte superiore e due in quella inferiore). Il calice è percorso da alcune nervature longitudinali. Lunghezza del tubo: 12 – 16 mm.
- Corolla: la corolla è un tubo terminante in modo bilabiato (corolla gamopetala formata da 5 petali con struttura 2/3 e zigomorfa); le labbra sono lunghe quanto il tubo. Il labbro superiore è simile ad un cappuccio allungato e ricurvo (è convesso verso l'alto); il labbro inferiore è formato da tre lobi (quello centrale è più grande di tutti ed è concavo). La gola interna è provvista di una anello di peli per evitare l'intrusione di insetti troppo piccoli e non graditi.[4] Il colore è biancastro nel tubo e giallastro con strie e punti violetti nella parte labiata. Lunghezza del tubo: 13 – 17 mm. Lunghezza delle labbra: fino a 20 mm.
- Androceo: gli stami sono ridotti a due (il paio posteriore è vestigiale o assente), tutti fertili e con filamenti paralleli (non convergenti); sono inoltre inclusi (al massimo sporgono le antere) e sono avvicinati alla parte superiore della corolla. Il tessuto connettivo tra le teche in queste specie è molto sviluppato e le antere sono del tipo a bilanciere con un meccanismo adatto all'impollinazione incrociata ("meccanismo a leva"[14]). I granuli pollinici sono del tipo tricolpato o esacolpato.
- Gineceo: l'ovario è supero (o semi-infero) formato da due carpelli saldati (ovario bicarpellare) ed è 4-loculare per la presenza di falsi setti divisori all'interno dei due carpelli. La placentazione è assile. Gli ovuli sono 4 (uno per ogni presunto loculo), hanno un tegumento e sono tenuinucellati (con la nocella, stadio primordiale dell'ovulo, ridotta a poche cellule).[15]. Lo stilo inserito alla base dell'ovario (stilo ginobasico) è del tipo filiforme e più lungo degli stami (in genere sporge dalla corolla). Lo stigma è bifido. Il nettario è un disco (a 4 lobi) alla base e intorno all'ovario più sviluppato anteriormente e ricco di nettare.
- Fioritura: da giugno a settembre.

### Frutti
Il frutto è un tetrachenio (composto da quattro nucule). La forma è più o meno ovoidale (o più o meno trigona). I semi, di colore marrone scuro, sono sprovvisti di endosperma e sono piccolissimi (in un grammo ne stanno oltre 200).

## Riproduzione
- Impollinazione: l'impollinazione avviene tramite insetti tipo ditteri e imenotteri, raramente lepidotteri (impollinazione entomogama) oppure uccelli.[10][16]
- Riproduzione: la fecondazione avviene fondamentalmente tramite l'impollinazione dei fiori (vedi sopra).
- Dispersione: i semi cadendo a terra (dopo essere stati trasportati per alcuni metri dal vento – disseminazione anemocora) sono successivamente dispersi soprattutto da insetti tipo formiche (disseminazione mirmecoria).

## Distribuzione e habitat

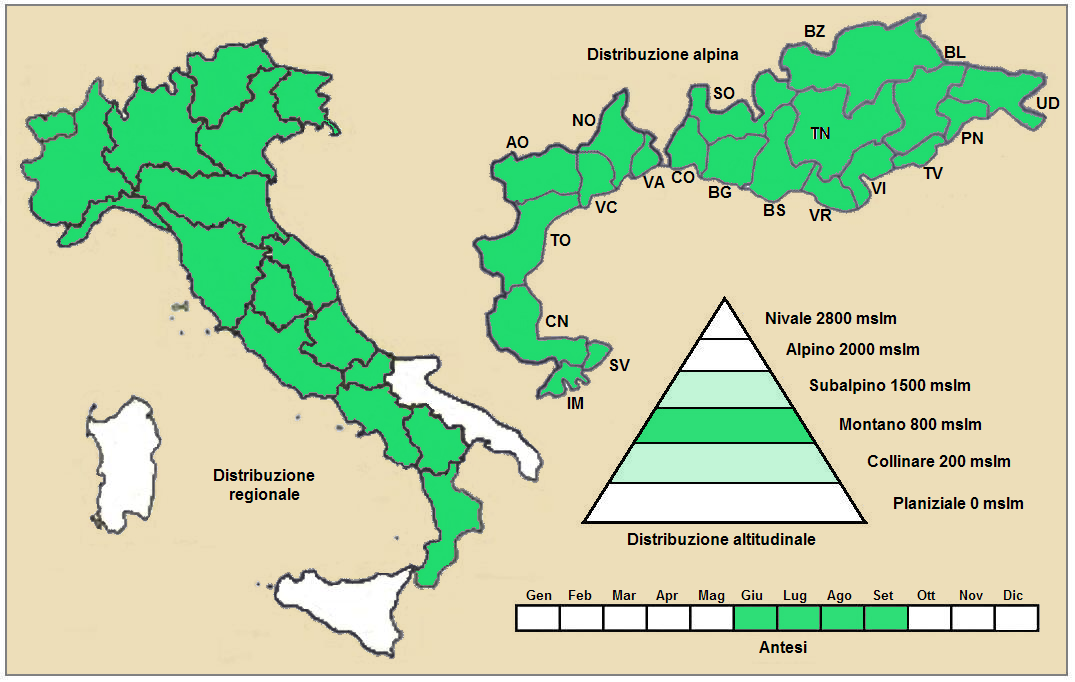
Distribuzione della pianta
(Distribuzione regionale – Distribuzione alpina)

- Geoelemento: il tipo corologico (area di origine) è Orofita Eurasiatico.
- Distribuzione: in Italia è una specie comune e si trova su tutto il territorio (isole escluse). Nelle Alpi è presente ovunque. Sugli altri rilievi europei collegati alle Alpi si trova nella Foresta Nera, Massiccio del Giura, Massiccio Centrale, Pirenei, Alpi Dinariche, Monti Balcani e Carpazi.[18] Nel resto dell'Europa si trova dalla Penisola Iberica alla Russia meridionale compresa la Transcaucasia e l'Anatolia.[19]
- Habitat: l'habitat tipico per questa pianta sono i boschi di latifoglie (pioppeti, ontaneti, frassineti, faggete, ostrieti mesofili, aceri e betuleti). Il substrato preferito è calcareo ma anche siliceo con pH basico-neutro, alti valori nutrizionali del terreno che deve essere mediamente umido.[18]
- Distribuzione altitudinale: sui rilievi queste piante si possono trovare da 100 fino a 1600 m s.l.m.; frequentano quindi i seguenti piani vegetazionali: montano e in parte quello collinare e subalpino.

### Fitosociologia

#### Areale alpino
Dal punto di vista fitosociologico alpino Salvia glutinosa appartiene alla seguente comunità vegetale:
- Formazione: delle comunità forestali.

- Classe: Carpino-Fagetea sylvaticae.

#### Areale italiano
Per l'areale completo italiano Salvia glutinosa appartiene alla seguente comunità vegetale:
- Macrotipologia: vegetazione erbacea sinantropica, ruderale e megaforbieti

- Classe: Epilobietea angustifolii Tüxen & Preising ex Von Rochow, 1951

- Ordine: Atropetalia belladonnae Vlieger, 1937

- Alleanza: Epilobion angustifolii Tüxen ex Eggler, 1952

Descrizione: l'alleanza Epilobion angustifolii è relativa alle comunità di megaforbie su suoli acidi ricchi di sostanza organica, ben nitrificati, che si sviluppano ai margini dei boschi o nelle radure delle foreste decidue e di conifere o lungo i margini delle strade e sentieri. La distribuzione di questa alleanza è eurosiberiana. La struttura della vegetazione è erbacea perenne con macrofite di grossa taglia.
Specie presenti nell'associazione: Digitalis purpurea, Epilobium angustifolium e Senecio sylvaticus.
Altre alleanze per questa specie sono:
- Impatienti noli-tangere-Stachyion sylvaticae
- Trifolion medii
- Lonicero caprifoliae-Carpinenion betuli

## Tassonomia
La famiglia di appartenenza della specie (Lamiaceae), molto numerosa con circa 250 generi e quasi 7000 specie, ha il principale centro di differenziazione nel bacino del Mediterraneo e sono piante per lo più xerofile (in Brasile sono presenti anche specie arboree). Per la presenza di sostanze aromatiche, molte specie di questa famiglia sono usate in cucina come condimento, in profumeria, liquoreria e farmacia. La famiglia è suddivisa in 7 sottofamiglie: il genere Salvia è descritto nella tribù Mentheae (sottotribù Salviinae) appartenente alla sottofamiglia Nepetoideae. Nelle classificazioni più vecchie la famiglia Lamiaceae viene chiamata Labiatae.
Il numero cromosomico di S. glutinosa è: 2n = 16.

### Filogenesi

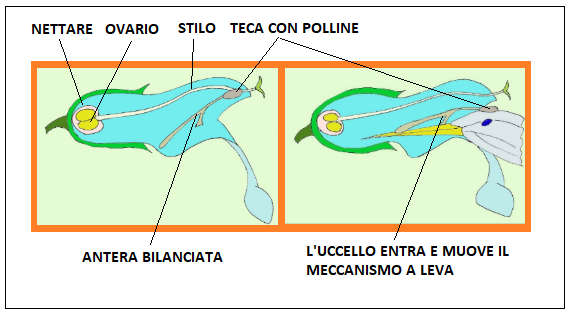
Meccanismo a leva

Il genere Salvia è molto grande e comprende oltre 1000 specie distribuite in cinque centri di diversità tra l'America, l'Africa e l'Eurasia. Secondo gli ultimi studi filogenetici sulle regioni nucleari e cloroplastiche del DNA il genere Salvia non è monofiletico ed è suddiviso in 3 grandi cladi. La specie S. glutinosa si trova nel sottoclade "N" del terzo clade insieme ad altre specie come Salvia digitaloides Diels. e Salvia miltiorrhiza Bunge. Il terzo clade comprende un gruppo di specie mediterranee e asiatiche ed è caratterizzato dall'aborto della teca posteriore senza la relativa fusione del connettivo (come in altre specie). Si crea così ugualmente il classico "meccanismo a leva" della Salvia dove l'impollinatore è costretto ad attivare la leva per accedere al nettare facilitando in questo modo il trasferimento del polline sulla parte superiore dell'insetto (o uccello) pronubo.

### Sinonimi
Questa entità ha avuto nel tempo diverse nomenclature. L'elenco seguente indica alcuni tra i sinonimi più frequenti:
- Drymosphace glutinosa (L.) Opiz
- Glutinaria acuminata  Raf.
- Glutinaria glutinosa  (L.) Raf.
- Sclarea glutinosa  (L.) Mill.

## Altre notizie
La salvia vischiosa in altre lingue è chiamata nei seguenti modi:
- (DE)  Klebrige Salbei
- (FR)  Sauge glutineuse
- (EN)  Sticky Clary